# Antonito
Antonito és una població dels Estats Units a l'estat de Colorado. Segons el cens del 2000 tenia 873 habitants.

## Demografia
Segons el cens del 2000, Antonito tenia 873 habitants, 357 habitatges, i 234 famílies. La densitat de població era de 864,3 habitants per km².
Dels 357 habitatges en un 33,9% hi vivien nens de menys de 18 anys, en un 37,8% hi vivien parelles casades, en un 20,4% dones solteres, i en un 34,2% no eren unitats familiars. En el 31,9% dels habitatges hi vivien persones soles el 16,5% de les quals corresponia a persones de 65 anys o més que vivien soles. El nombre mitjà de persones vivint en cada habitatge era de 2,45 i el nombre mitjà de persones que vivien en cada família era de 3,09.
Per edats la població es repartia de la següent manera: un 28,8% tenia menys de 18 anys, un 8,4% entre 18 i 24, un 23,1% entre 25 i 44, un 21,4% de 45 a 60 i un 18,3% 65 anys o més.
L'edat mediana era de 36 anys. Per cada 100 dones de 18 o més anys hi havia 91,4 homes.
La renda mediana per habitatge era de 19.205 $ i la renda mediana per família de 23.162 $. Els homes tenien una renda mediana de 25.417 $ mentre que les dones 17.500 $. La renda per capita de la població era de 10.047 $. Entorn del 26,4% de les famílies i el 29,6% de la població estaven per davall del llindar de pobresa.

## Poblacions més properes
El següent diagrama mostra les poblacions més properes.